# لويس بي. هيلر
لويس بي. هيلر هو قاضي ومحامي وسياسي أمريكي، ولد في 10 فبراير 1905 في نيويورك في الولايات المتحدة، وتوفي في 30 أكتوبر 1993 في بلانتيشن في الولايات المتحدة. نشط حزبياً في الحزب الديمقراطي. وقد انتخب عضو مجلس ولاية نيويورك ‏ (1943 – 1944) وانتخب عضو مجلس النواب الأمريكي ‏.